# Cuchi (vattendrag i Angola)
Cuchi är ett vattendrag i Angola. Det ligger i den centrala delen av landet, 900 kilometer sydost om huvudstaden Luanda.
Omgivningarna runt Cuchi är huvudsakligen savann. Trakten runt Cuchi är nära nog obefolkad, med mindre än två invånare per kvadratkilometer.